# Czerwone maki na Monte Cassino

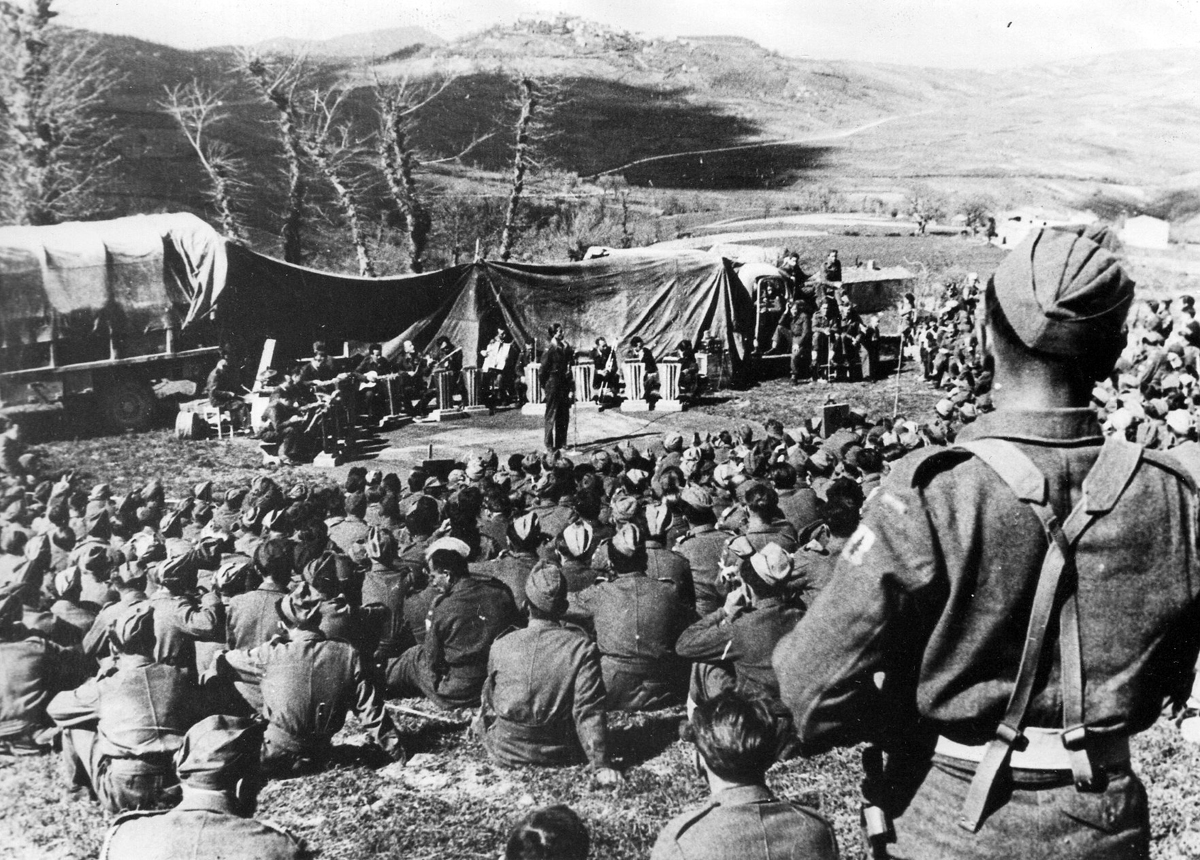
Польські вояки 3-ї дивізії карпатських стрільців слухають пісню «Червоні маки на Монте-Кассіно». Травень 1944

«Червоні маки на Монте-Кассіно» (пол. Czerwone maki na Monte Cassino) — польська військово-патріотична пісня часів Другої світової війни, присвячена штурмові монастиря Монте-Кассіно силами Другого польського корпусу. Цей твір є надзвичайно  популярним у Польщі.

## Автори
- Музика: Альфред Шютц (Alfred Schütz, 1910—1999)
- Слова: Фелікс Конарський (Feliks Konarski, 1907—1991)

## Історія створення

### Історичне тло
На межі 1943—1944 років Другий польський корпус під командуванням генерала Андерса було перекинуто з Близького Сходу в Італію, де він узяв участь у боях з прориву лінії Густава, що прикривала Рим з півдня. Ключовим пунктом німецьких укріплень був монастир бенедиктинців Монте-Кассіно на однойменній горі. Монастир було цілковито зруйновано авіацією США, проте це не завадило німецьким парашутистам обороняти його з великою запеклістю.
Три штурми монастиря, здійснені союзниками, виявились невдалими. У травні 1944 почався новий, четвертий штурм. На прохання генерала Андерса польські частини було поставлено на вирішальному напрямку — напроти самого монастиря. Перша польська атака, що відбулася  11 травня, була кровопролитною, але не увінчалася особливим успіхом. 17 травня атаки поновились. Вночі німці вивели війська з монастиря через загрозу обходу з тилу, і о 9-50 18 травня розвідники 12-го полку подільських уланів підняли над монастирем національний польський прапор. У боях при Монте-Кассіно 2-й Польський корпус втратив 924 особи вбитими і 4199 пораненими, що становило понад 10 % чисельності корпусу і третину всіх його втрат за період війни.

### Створення пісні
Пізно ввечері 17 травня Фелікс Конарський із Театром Солдата Польського повернувся з виступу в Кампобассо, де квартирував театр. За його власними спогадами, він не міг заснути і сидів біля вікна, дивлячись на відблиски канонади и думаючи про битву, що проходила при Монте-Кассіно. Подумки він порівнював гітлерівців із щурами, які засіли серед хмар, і з цього порівняння народився початок пісні: «Ти бачиш ці руїни на вершині? Там ворог твій укрився, мов щур...» Конарський накидав перший куплет та приспів і о третій годині ночі розбудив свого приятеля Альфреда Шютца, який протягом  півтори години написав мотив. Уранці стало відомо про падіння Монте-Кассіно, і Конарський створив другий куплет. Коли ж театр виїхав на позиції, Конарський дорогою побачив солдатську могилу — хрест, перев'язаний білою стрічкою, з букетом маків у снарядній гільзі. Він одразу ж на нотному папері написав третій куплет: «Ти бачиш цей ряд білих хрестів...». Наступного дня, 19 травня, біля підніжжя гори Монте-Кассіно Театр Солдата Польського вперше виконав пісню; співав Ґвідон Боруцький. Перший запис пісні того ж року здійснив інший співак, Адам Астон.
Четвертий куплет було написано на зустрічі ветеранів під Монте-Кассіно до 25-річчя битви, у травні 1969 р. Він менш відомий і часто пропускається.

## Текст пісні
| Польський оригінал | Буквальний переклад українською | Поетичний переклад українською (Дмитро Куренівець, 2015) |
| --- | --- | --- |
| Czerwone Maki na Monte Cassino Czy widzisz te gruzy na szczycie? Tam wróg twój się kryje jak szczur. Musice, musicie, musicie Za kark wziąć i strącić go z chmur. I poszli szaleni, zażarci, I poszli zabijać i mścić, I poszli jak zawsze uparci, Jak zawsze — za honor się bić. Czerwone maki na Monte Cassino Zamiast rosy piły polską krew. Po tych makach szedł żołnierz i ginął, Lecz od śmierci silniejszy był gniew. Przejdą lata i wieki przeminą, Pozostaną ślady dawnych dni… I tylko maki na Monte Cassino Czerwieńsze będą, bo z polskiej wzrosną krwi. Runęli przez ogień, straceńcy, Niejeden z nich dostał i padł. Jak ci z Samosierry szaleńcy, Jak ci spod Rokitny, sprzed lat. Runęli impetem szalonym I doszli. I udał się szturm. I sztandar swój biało-czerwony Zatknęli na gruzach wśród chmur. Czerwone maki na Monte Cassino… Czy widzisz ten rząd białych krzyży? To Polak z honorem brał ślub. Idź naprzód — im dalej, im wyżej, Tym więcej ich znajdziesz u stóp. Ta ziemla do Polski należy, Choć Polska daleko jest stąd, Bo wolność krzyżami się mierzy — Historia ten jeden ma błąd. Czerwone maki na Monte Cassino… Ćwierć wieku, koledzy, za nami, Bitewny ulotnił się pył. I klasztor białymi murami Na nowo do nieba się wzbił. Lecz pamięć tych nocy upiornych I krwi, co przelała się tu - Odzywa się w dzwonach klasztornych Grających poległym do snu. Czerwone maki na Monte Cassino… | Червоні маки на Монте-Кассіно Бачиш ці руїни на вершині? Там ворог твій укривається, мов щур. Ви мусите, мусите, мусите За горло взяти і скинути його з хмар. І пішли відчайдушні, затяті, І пішли вбивати й мститися, І пішли, як завжди вперті, Як завжди — битися за честь. Червоні маки на Монте-Кассіно Замість роси пили польську кров. По тих маках ішов солдат і гинув, Але сильнішим за смерть був гнів. Пройдуть роки і минуть століття, Залишаться сліди давніх днів… І тільки маки на Монте-Кассіно Червонішими будуть, бо з польської зростуть крові. Ринули крізь вогонь, відчайдушні, Багато хто отримав (кулю) і впав. Як ті із Самосьєрри сміливці, Як ті з-під Рокітни, багато літ тому. Ринули натиском шаленим І дійшли. І вдався штурм. І прапор свій біло-червоний Встановили на руїнах серед хмар. Червоні маки на Монте-Кассіно… Бачиш цей ряд білих хрестів? Це поляк обвінчався з честю. Йди вперед — що далі, що вище, То більше їх знайдеш біля ніг. Ця земля належить Польщі, Хоч Польща далеко звідси, Тому що свобода хрестами вимірюється - Історія має таку помилку. Червоні маки на Монте-Кассіно… Чверть століття, друзі, за нами, Воєнна розвіялась курява. І монастир білими мурами Знову піднісся до хмар. Але пам'ять тих ночей жахливих І крові, яка пролилася тут - Відгукується у дзвонах монастирських, Що грають полеглим до сну. Червоні маки на Монте-Кассіно… | Червоні маки на Монте-Кассіно Ти бачиш на згірку руїни? Там ворог, мов щур той, укривсь. Ви нині повинні, повинні З-під хмар його скинути вниз. І рушили в ярому марші, У помсті за кривду нашесть; Пішли, непохитні, як завше, Щоб битись, як завше, за честь. Червоні маки на Монте-Кассіно… Польська кров їх полила в ті дні. Йшов вояк по цих маках – і гинув, Та сильнішим од смерті був гнів. Сплинуть роки, і сотні їх сплинуть, Позмивавши давнини і слід… І тільки маки на Монте-Кассіно Червоні вічно, бо з крові їхній цвіт. І ринулись перші, нестримні – З життям не один з них простивсь, – Мов ті відчайдухи в Рокитні Чи ті, в Самосьєррі, колись. І знову атака вчергове – І вдався нарешті удар! І прапор свій біло-червоний Вгорі підняли серед хмар. Червоні маки на Монте-Кассіно… Ти бачиш хрестів білі гряди? Це з честю вінчався поляк. Що далі – то більше їх знайдеш На схилах отут і в полях. Земля ця полякам належить, Хоч Польща далеко звідсіль: Свободі розширюють межі Хрестами ще з давніх часів. Червоні маки на Монте-Кассіно… Чверть віку минуло, братове. Давно в горах спокій і мир. І білими мурами знову Піднісся до хмар монастир. Лиш пам’ять про ті бойовиська, Про кров, тут пролиту ясну, У дзвонах бринить монастирських, Що грають полеглим до сну. Червоні маки на Монте-Кассіно… |

## Географічні назви, що згадуються в тексті пісні
У тексті пісні згадуються топоніми Самосьєрра (пол. Samosierra) і Рокитне (пол. Rokitna) на позначення двох історичних битв, у яких польські вояки здобули перемогу над ворогом, перебуваючи в складі армій інших держав.
Сомосьєрра, або Самосьєрра (нині на території однойменного муніципалітету) — перевал в Іспанії, місце битви 30 листопада 1808 року між іспанською і наполеонівською арміями. Перемога останньої, вирішальну роль у якій відіграли героїчні дії польських "шволежерів" (легких кавалеристів) під командуванням Яна Козетульського, відкрила військам Наполеона шлях на Мадрид.
Рокитна — село (тепер Рокитне в Чернівецькій області України), поблизу якого 13 червня 1915 року відбулася кавалерійська битва між польськими уланами в складі австро-угорського війська і підрозділами російської армії. Улани 2-ї бригади Легіонів Польських під орудою ротмістра Збіґнева Дунін-Вонсовича успішно штурмували глибоко ешелоновані лінії оборони росіян .  Полеглих у цій битві урочисто поховали у с. Рідківці, яке в той час мало назву Раранча.
Відомо, що прадід З.Дунін-Вонсовича — Міколай — був учасником найвідомішої атаки "шволежерів" під Самосьєррою .

## Фонограми пісні
- У виконанні Адама Астона, 1944 (перші 2 куплети)